# Kristina und Michelle Kennedy
Kristina und Michelle Kennedy (* um 1985) sind ein US-amerikanisches eineiiges Zwillingsschwesternpaar, das durch seine Rolle im 1987 veröffentlichten Film Baby Boom – Eine schöne Bescherung internationale Bekanntheit erlangte und auch nach den Erfolgen des Films in den Jahren 1988 und 1989 in der auf der Filmproduktion basierenden Fernsehserie Baby Boom eingesetzt wurde.
Heute arbeiten die beiden als amtlich beglaubigte Lehrerinnen, während sie in ihrer Jugend vor allem im Tennis und Volleyball sehr erfolgreich waren und dabei im US-Bundesstaat New York in beiden Sportarten Staatsmeistertitel erhielten.

## Leben
Das eineiige Zwillingsschwesternpaar wurde etwa um 1985 in den Vereinigten Staaten geboren und nennt als Heimatstadt die kleine Gemeinde East Moriches im US-Bundesstaat New York, die vor allem durch den Absturz von Trans-World-Airlines-Flug 800 im Jahre 1996 weltweite Aufmerksamkeit erhielt. Im Alter von etwa 13 Monaten wurden die beiden Zwillingsmädchen in die Hauptbesetzung des Films Baby Boom – Eine schöne Bescherung geholt, wo sie in der Rolle der Elizabeth Wiatt, der Tochter von J.C. Wiatt (gespielt von Diane Keaton) in Erscheinung traten. Weil sie durch den zweifach für einen Golden Globe nominierten Film deutliche Aufmerksamkeit erlangten und der Film allgemein viel positive Kritik sowie ein passables Einspielergebnis erfuhr, wurden die beiden Mädchen auch noch in die Fernsehserie Baby Boom geholt, die auf dem Film basiert und die beiden Mädchen abermals in der Rolle der kleinen Elisabeth in Erscheinung treten ließ. Dabei wurden die beiden bis 1989 in allen 13 Episoden der nur kurzlebigen Serie eingesetzt. Für ihre Rolle wurden die beiden Kennedys im Jahre 1989 zusammen für einen Young Artist Award in der Kategorie „Best Young Actor/Actress – Under Five Years of Age“ nominiert, konnten sich am Ende allerdings nicht gegen die etwas jüngeren Zwillinge Mary-Kate und Ashley Olsen durchsetzten, die mit der Fernsehserie Full House erste große Erfolge feierten.
Nach ihren Baby Boom zogen sich die beiden Mädchen völlig aus dem Film- und Fernsehgeschäft zurück und führten ihr Privatleben in einer gutbürgerlichen Familie fort. Noch im Kindesalter kamen die beiden erstmals mit dem Tennissport in Berührung und entwickelten sich über die High-School- und die nachfolgenden Schulzeit zu engagierten Tennisspielerinnen, die auch oftmals im Doppel antreten. Nachdem sie unter anderem die Westhampton Beach High School in der kleinen Gemeinde Westhampton Beach besuchten und dabei auch im Volleyballsport sehr erfolgreich waren, setzten sie ihren Werdegang an der Salve Regina University in Newport im flächenmäßig kleinsten Bundesstaat der USA, Rhode Island, fort. Im Laufe der Zeit wurden die beiden im US-Bundesstaat New York Staatsmeister im Tennis und feierten noch weitere Erfolge im Volleyball, darunter auch einen Staatsmeistertitel. Den Weg zurück ins Showbusiness wollen die beiden nicht mehr finden, sondern möchten eher in die Fußstapfen ihrer Eltern treten. Ihre Mutter Diane ist als Mathematik-Lehrerin an High Schools tätig und ihr Vater Jim unterrichtet Englisch auf High-School- und College-Niveau.
Laut einem Bericht des SRU Mosaic, einer Schulzeitung der Salve Regina University, aus dem Jahre 2006 besuchte Kristina die zwei Hauptstudiengänge Mathematik und Secondary Education (dt. etwa Studium des Sekundarschulwesens) (Double Major) und Michelle die beiden Hauptstudiengänge Elementary Education (dt. etwa Studium des Grundschulwesens bzw. der Grundschulpädagogik) und Special Education (dt. etwa Studium der Sonderpädagogik) (Double Major). Im Jahre 2007 machten sie ihren Abschluss an der Salve Regina University. Nach ihrem Studium folgten sie in den Beruf ihrer Eltern, wobei beide als amtlich beglaubigte Lehrerinnen arbeiteten. Laut einer Quelle aus dem Jahr 2007 unterrichtet Kristina Kennedy ihren ehemaligen Hauptstudiengang Mathematik, während sich ihre Schwester Michelle sich zu diesem Zeitpunkt um einen jungen Autisten kümmerte, der zu diesem Zeitpunkt die zweite Grundschulklasse besuchte.

## Filmografie
- 1987: Baby Boom – Eine schöne Bescherung (Baby Boom)
- 1988–1989: Baby Boom (13 Episoden)

## Nominierungen
- 1989: Young Artist Award in der Kategorie „Best Young Actor/Actress – Under Five Years of Age“ für ihr Engagement in Baby Boom